# 出納員
出納員是一間企業中負責現金收支的職員，在中國古代有賬房及掌櫃的近似職稱。在現代也有士多或茶餐廳收銀員等職稱。
一般民眾認為，出納與會計也是同一類，又或者有職位「高級」與「低級」之分別，低級者用手來幹活，高級者用思想來工作。不過有英倫銀行或者香港的銀行家，他們的前身或者現任職位也是出納，在往上的職位稱為出納總管（Chief Cashier）。

## 相關
- 白領罪行
- 審計學
- 內部審計

## 外部参考
- 出纳员，一个不容忽视的岗位 （页面存档备份，存于）